# Peter Puščavnik
Za francoskega pisatelja, ki je uporabljal vzdevek Pierre L'Ermite, glej članek Edmond Loutil.
Pierre l'Ermite, Cucu Peter ali Mali Peter, francoski menih in pridigar, eden od vodij prvega križarskega pohoda, * okrog 1050, Amiens, Francija, † 8. julij 1115, Neufmoustier (Liège), Belgija

## Petrovo življenje pred prvo križarsko vojno
Peter Puščavnik je bil verjetno duhovnik v Amiensu. Ana Komnena v Aleksiadi pravi, da je romal v Jeruzalem že pred letom 1096, vendar takrat ni prišel do cilja, ker so ga na poti zadržali in mučili Turki. Albert iz Aachna za njegovo romanje trdi, da je prišel do Jeruzalema in da so ravno njegova videnja v bazilika Svetega groba sprožila prvo križarsko vojno. Podobno trdi tudi Viljem iz Tira. Iz molka njegovih sodobnikov in kasnejših nasprotujočih si trditev kronistov lahko sklepamo, da je bilo njegovo romanje v Jeruzalem vprašljivo, njegova videnja pa vsekakor niso bila dovolj tehten razlog za začetek križarske vojne.
Tudi njegova prisotnost na cerkvenem koncilu v Clermontu, na katerem je papež Urban II. novembra 1095 pozval na prvo križarsko vojno, je vprašljiva, res pa je, da je po koncilu začel goreče pridigati za križarski pohod. Osebna izkušnja z romanja v Jeruzalem je njegovim pridigam dala dodaten žar.
Po pripovedovanju sodobnikov je bil majhen in grd. Nosil je meniško kuto, čeprav nabrž ni bil niti menih niti duhovnik, bil pa je izjemen in prepričljiv govornik. Guibert Nogentski ga je opisal takole:
"Bil je, če se ne motim, iz mesta Amiens in pravili so, da živi kot puščavnik, oblečen kot menih, nekje v Zgornji Galiji. Ko se je odpravil od tam, ne vem čemu, smo ga videli hoditi po mestih in vaseh in pridigati. Obdan je bil z množico ljudi in dobival je ogromno daril in njegovo svetost so tako povzdigovali, da se ne morem spomniti nikogar, ki bi bil deležen večje slave.
Nosil je volneno srajco s kapuco, preko nje pa plašč brez rokavov. Oboje mu je segalo do gležnjev, noge pa je imel bose. Živel je od vina in rib, kruh je jedel bolj poredko, če sploh. Do revežev je bil radodaren in razdal jim je vse, kar je dobil. Spreobračal je prostitutke, jim dajal može in sam poskrbel za njihovo doto. Posegal je v prepire in s svojo avtoriteto dosegal mir in spravo. Karkoli je naredil ali rekel, so imeli nič manj kot za preprokbo in šlo je tako daleč, da so pulili dlako njegove mule in jo hranili kot relikvijo."

## Križarski pohod ubogih
Kmalu po cerkvenem koncilu v Clermontu je postal slaven kot prepričljiv pridigar za križarsko vojno. Rezultat njegovih pridig je bil pohod množice zahodnoevropskih revežev proti Sveti deželi, ki ga običajno imenujejo križarski pohod ubogih. Med pohodniki so bili moški, ženske in otroci vseh družbenih stanov. Velika večina pohodnikov je bila revna, slabo oborožena in brez vojaškega znanja. Na pot so odšli aprila 1096 iz Kölna in prispeli v Bizanc konec avgusta 1096. Eno od petih skupin je vodil sam Peter Puščavnik.
V Bizancu so se pridružili skupini Gautierja Sans-Avoirja, ki se je, poleg Petrove, edina prebila do Bizanca. Cesar Aleksej I. Komnen je Petru svetoval, naj počaka na prihod vojske plemičev, pohodniki pa so bili tako nestrpni, da so konec avgusta 1096 sami odpluli čez Bospor v Malo Azijo. Pohodniki so se kmalu po prihodu v Malo Azijo sprli. Spori med nemškimi in italijanskimi pohodniki, ki jih je vodil Rainald, in Franki, ki jih je vodil Godfrej Burel, so se vedno bolj zaostrovali in Peter se je zato vrnil v Bizanc. Drugi viri trdijo, da je bil vzrok za njegovo vrnitev veliko pomanjkanje, ki so ga trpeli pohodniki, Peter pa naj bi poskrbel za obnovitev zalog. Kakor koli že, kmalu po njegovem odhodu so Turki oktobra 1096 pri Nikomediji krščansko vojsko popolnoma uničili.
Peter je celo zimo ostal v Bizancu in čakal na prihod plemičev. Maja 1097 se je s peščico privržencev pridružil plemiški vojski Godfreja Bouillonskega in skupaj z njo odpotoval skozi Malo Azijo v Jeruzalem.

## Pohod v Jeruzalem
Na poti v Jeruzalem je Peter igral zelo nepomembno vlogo. Prvič se je pojavil na začetku leta 1098, ko je med obleganjem Antiohije zaradi velikega pomanjkanja poskusil dezertirati. Kljub poskusu pobega je bil sredi leta 1098 v delegaciji, ki so jo plemiči iz oblegane Antiohije poslali oblegovalcu Kerbogi s ponudbo, naj se spori poravnajo z dvobojem. Leto kasneje se je meseca marca pojavil kot zakladnik miloščine med obleganjem Akke, julija 1099 pa kot organizator procesij pred jeruzalemskim obzidjem, katerim je avgusta 1099 sledila bitka pri Askalonu. Konec istega leta je odšel v Laodikejo in odplul v Evropo, potem pa se za njim izgubi vsaka sled. Ohranjen je le zapis, da je leta 1115 umrl kot prior cerkve Svetega groba v Liègu, ki jo je sam ustanovil.

## Zapuščina
Kmalu po njegovi smrti je nastala legenda, da je bil prav on pobudnik prvega križarskega pohoda. Govorilo se je, da se mu je med prvim romanjev v Jeruzalem v baziliki Svetega groba prikazal Jezus Kristus in mu ukazal, naj pridiga za križarsko vojno. Legenda seveda nima nobenih materialnih osnov, čeprav je o njej pisal tudi Viljem iz Tira.
Von Sybel v svoji knjigi Geschichte des ersten Kreuzzuges omenja, da so v taboru ubogih, ki je bil v bližini tabora plemičev, že med prvim pohodom začeli poveličevati Petra, tako kot so pohodniki iz Lorene poveličevali Gotfrida. V teh poveličevanjih je Peter postal iniciator križarskega pohoda, Gotfrid pa ustanovitelj Jeruzalemskega kraljestva.
Ta inačica Petrovega življenjepisa je, izgleda, stara toliko kot Chanson des chétifs, pesnitev, ki jo je Rajmond Antioški dal spesniti v čast Petru Puščavniku in njegovim pristašem kmalu po letu 1130. Podoben življenjepis je tudi v spisih Alberta iz Aachna, ki je pisal okrog leta 1130, od njega pa si ga je sposodil še Viljem iz Tira.
Legenda o Petru Puščavniku je odličen primer poveličevanja pomena prve križarske vojne, ki se je začelo že med samim pohodom in se kmalu končalo s pravo sago. Saga ima zelo mikaven začetek – puščavnikovo videnje v Jeruzalemu, nadaljuje pa se z Viljemom iz Tira, Chanson des chétifs in kasneje s Chanson d'Antioche.